# Up, Up and Away (bài hát)
"Up, Up and Away" là một ca khúc do Jimmy Webb viết nhạc và The 5th Dimension thu âm năm 1967, trở thành một bài hit pop nổi tiếng, đạt thứ hạng 7 trên bảng xếp hạng Billboard Hot 100, thứ 9 trên Easy Listening của Billboard. Ở một số quốc gia khác, bài hát đạt vị trí thứ 8 ở Canada và quán quân ở Úc. Ca khúc còn được xếp thứ 43 trong danh sách "Tốp 100 bài hát của Thế kỉ" do BMI bình chọn.
Đây là một ví dụ Canông của thể loại sunshine pop, chủ đề xoay quanh hình ảnh của khinh khí cầu. Ca khúc đã làm mưa làm gió ở lễ trao giải Grammy lần thứ 10: đoạt ba giải Trình diễn Song ca/Nhóm nhạc giọng pop xuất sắc nhất, Bài hát Đương đại hay nhất, và đặc biệt là hai giải thưởng lớn Bài hát của năm và Thu âm của năm. Phần hỗ trợ nhạc khí do các thành viên của The Wrecking Crew, bao gồm nghệ sĩ ghita Al Casey và tay trống Hal Blaine.